# 랏슈
"랏슈"는 1989년에 개봉한 대한민국의 영화이다.

## 캐스팅
- 송승환 : 택호 역
- 최영준 : 용준 역
- 최미선 : 혜란 역
- 박용식 : 황 사장 역
- 남영미 : 미숙 역
- 노정아 : 윤희 역
- 한현배 : 민 형사 역
- 최연식 : 남 형사 역
- 이민재 : 장 감독 역
- 최일 : 구 기사 역
- 김기수 : 김 기사 역
- 박정호 : 제작부장 역
- 남포동 : 영화인 역
- 한상국 : 골든프로덕션 연출부 1 역
- 김경신 : 연출부 2 역
- 신선아 : 연출부 3 역
- 박홍근 : 남배우 1 역
- 김정태 : 남배우 2 역
- 김광록 : 남배우 3 역
- 김규완 : 남배우 4 역
- 문중섭 : 촬영부 1 역
- 박정남 : 촬영부 2 역
- 유선애 : 여기자 역
- 김생기 : 지점장 역
- 조경모 : 은행원 1 역
- 길달호 : 은행원 2 역
- 정영국 : 취객 1 역
- 서국현 : 취객 2 역
- 박종설 : 순경 역
- 정성진 : 배정만 역
- 김낙흥 : 지배인 역
- 이재구 : 종구 역
- 조원균 : 검문경찰 역
- 윤기홍 : 신사 역
- 염정아 : 여직원 역
- 주원철 : 소년 역